# Günzegg
Günzegg ist ein Gemeindeteil von Böhen im schwäbischen Landkreis Unterallgäu.
Das Dorf liegt circa zwei Kilometer östlich von Böhen.

## Baudenkmäler
- Katholische Kapelle St. Wendelin